# Chikkakowlande, Nanjangud
Chikkakowlande là một làng thuộc tehsil Nanjangud, huyện Mysore, bang Karnataka, Ấn Độ.